# Рей Торо
Реймонд Мануель Торо-Ортіз (англ. Raymond Manuel Toro-Ortiz, нар. 15 липня 1977) – американський музикант, гітарист та бек-вокаліст рок-гурту My Chemical Romance.

## Дитинство і юність
Торо народився 15 липня 1977 у Кірні, Нью-Джерсі. Він має пуерто-риканське/португальське походження. Він виріс у сім'ї з батьками та двома братами.
Ще до старшої школи він почав цікавитися музикою. Його брат дав йому послухати гурти, гітаристи яких дуже вплинули на Торо. Він почав учитися грати на гітарі, а також спеціально вчився друкувати на клавіатурі для того, аби покращити свою дрібну моторику.
Торо грав у кількох місцевих гуртах, найуспішнішим з яких був The Rodneys, що сформувався у 1994 і вже у 1998 випустив свій єдиний альбом Soccertown USA. Майбутні барабанщик My Chemical Romance Метт Пелісьєр також грав у цьому гурті. Однак після закінчення школи у 1995 Торо вирішив учитися на режисера фільмів. Він навчався монтажу в ньюджерському університеті імені Уільяма Патерсона, і займався музикою він тільки граючи на барабанах у недовговічному гурті Dead Go West.
В інтерв'ю для Rock Sound Торо сказав: "Я не мріяв грати в гурті. Мені завжди хотілося писати музику. Мені подобається процес написання та запису пісень, я й не думав про можливість їздити в тури з гуртом. І мені подобалося знімати сцени та монтувати їх разом, аби вони мали сенс. Одного разу я зняв короткий фільм про хлопця, який був одержимий тим, що їв яйця кожен день. І от він відкриває коробку, де лишилося тільки одне яйце, але він не може відкрити коробку до кінця, тому втрачає глузд".

## Музична кар'єра

### The Rodneys та My Chemical Romance (1998-2013)

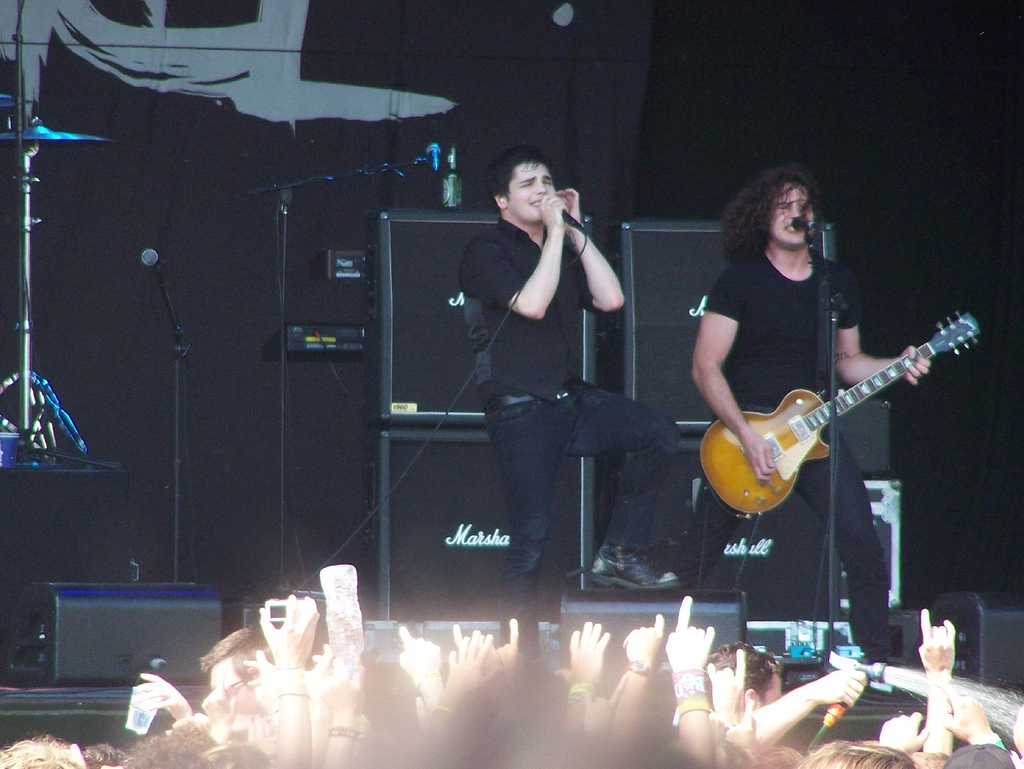
Рей Торо (праворуч) виступає з My Chemical Romance у 2007 році на фестивалі Big Day Out в Австралії.

Саме фронтмен The Rodneys Шон Діллон познайомив Рея Торо з Джерардом Веєм у пізніх 90-х роках. Торо погодився працювати з ним та Пелісьєром на репетиціях, які проходили на горищі Пелісьєра. Після того, як молодший брат Джерарда Майкі Вей приєднався до них як бас-гітарист, сформувався гурт My Chemical Romance.
У 2007 році Торо разом із іншим гітаристом My Chem Френком Аїро зіграли роль камео у комедійному фільмі жахів Punk Rock Holocaust 2.
Особливо після релізу альбому MCR The Black Parade, Торо порівнювали з гітаристом Queen Браяном Меєм. Він стверджував, що Мей мав на нього величезний вплив, і зокрема на стиль його гри. "Я ціную всі [порівняння]. Він один з моїх улюблених гітаристів. Я просто люблю його роботу. Цей хлопець може все. [...] Він пише чудові мелодії та співзвуччя, він чудовий співак. Для мене це честь, коли хтось порівнює мою гру з його або каже, що гітарні партії нагадують їм Queen."  У 2011 MCR були хедлайнерами Reading Festival і зіграли дві пісні разом з Меєм.
Торо брав активну участь у проекті MCR #SINGItForJapan, який був присвячений підтримці жертв землетрусу та цунамі в Японії у 2011 році. Він аранжував більшість інструментальної частини пісні курту Sing і створив звучання, яке нагадувало традиційну японську музику. Реліз Sing It For Japan відбувся 13 квітня 2011, всі кошти з релізу пішли до Червоного Хреста.
My Chemical Romance випустили 4 студійних альбоми, 2 лайв-альбоми, 19 синглів, 15 музичних відео. Гурт працював над п'ятим альбомом перед тим, як оголосити про свій розпад 22 березня 2013.

### Соло та інші проєкти (2013-2019)
24 травня 2013 Торо опублікував сольну пісню Isn't The Something на своєму акаунті SoundCloud. У своєму Твіттері він також підтвердив, що цей трек – повністю його робота: "Я зіграв на всіх інструментах. Заспівав усе. Записав усе. Зміксував усе. Сам."
Пізніше у 2013 Торо приєднався до гурту Джеймса Дьюїса Reggie and the Full Effect під час туру і також зробив свій внесок у його альбом No Country for Old Musicians.
У 2014 році Торо грав на гітарі для десятого альбому дарк-кабаре співака Voltaire Raised by Bats.
1 січня 2015 він опублікував на своєму сайті нову пісню під назвою For the Lost and Brave, присвячену Лілі Алкорн – трансгендерній дівчині, яка зчинила самогубство. Kerrang! описали стиль пісні Торо як "болючий електро-рок із MCR-духом "ми-проти-усього-світу"" та повідомили, що Торо планує реліз альбому на кінець 2015. Торо також прокоментував, що це був перший раз, коли він "написав текст пісні сам".
Торо випустив свій дебютний соло-альбом Remember The Laughter 18 листопада 2016 після того, як записував його переважно вдома ще з 2013 року.

### My Chemical Romance (2019-сьогодення)
У жовтні 2019 гурт My Chemical Romance оголосив про возз'єднання у попередньому складі.

## Музичні впливи
Торо назвав хеві-метал гітариста Ренді Роадса і хард-рок музиканта Браяна Мея тими, хто найбільше вплинув на нього. У свої юнацькі роки він був фаном Ренді Роадса, бо "він був одним із перших музикантів, яких я пам'ятаю, хто змішував класичний стиль гри із металом та хард-роком, і робив це дуже влучно. Це надихало мене." Пізніше він почав слухати класичних гітаристів Андреса Сеговія та Крістофера Паркенінга. Він визнав, що захоплювався тим, як вони перероблювали класичні мелодії у гітарні та бас-партії, які добре спрацьовуються.
Хоч він називає себе "музичним снобом", коли розмова заходить про сучасних артистів, він похвалив роботу Muse. Торо сказав, що в основному він слухає ту саму музику, яку слухав у молодості, і йому подобається знаходити та помічати мелодії або нюанси, які не він не міг помітити, коли був ще юнаком, тому тепер він по-новому цінує музику.
Торо вважає, що його брат дуже вплинув на нього, адже він купив йому його найпершу гітару та навчив грати. Також він дав йому послухати такі гурти, як Led Zeppelin, The Beatles, Jimi Hendrix, The Doors, Mötley Crüe та Metallica.
Першим CD, який він придбав, був Cowboys from Hell гурту Pantera.

## Особисте життя
Торо одружився з Крістою у листопаді 2008, під час перерви у My Chemical Romance між The Black Parade та Danger Days: The True Lives of the Fabulous Killjoys. У вересні 2013 у подружжя народився син.

## Дискографія

### The Rodneys
- Soccertown, USA (Sell Out Records) (1998)

### My Chemical Romance
- I Brought You My Bullets, You Brought Me Your Love (2002)
- Three Cheers for Sweet Revenge (2004)
- The Black Parade (2006)
- Danger Days: The True Lives of the Fabulous Killjoys (2010)
- Conventional Weapons (2013)
- May Death Never Stop You (2014)
- The Foundations of Decay (2022)

### Reggie and the Full Effect
- No Country for Old Musicians (2013)

### Соло-пісні
- Isn't That Something (2013)
- For the Lost and Brave (2015)
- Tired of Sex (кавер на пісню Weezer) (2015)
- Hope for the World (2016)

### Соло-альбоми
- Remember the Laughter (2016)

## Продюсерська дискографія
- 2011 – My Chemical Romance – iTunes Festival: London 2011 (міксування)
- 2012 – The Architects – Live in Los Angeles (міксування)
- 2013 – The Architects – Border Wars Episode I (мікс одного треку)